# Tamir Pardo
Tamir Pardo (in ebraico : תמיר פרדו; Tel Aviv, 1953) è l'ex direttore del Mossad, succeduto a Meir Dagan il 1º febbraio 2011.
La sua nomina è stata annunciata dal primo ministro israeliano Benjamin Netanyahu il 29 novembre 2010.